# Josefine Persson
Josefine Høegh Persson (født 28. marts 1994) er en kvindelig dansk ishockeyspiller, der repræsenterer Danmarks kvindeishockeylandshold og spiller for svenske Luleå HF/MSSK i den bedste svenske ishockeyrække Svenska damhockeyligan (SDHL). Hun blev kåret til Årets kvindelige ishockeyspiller i 2014. Hun har været aktiv ishockeyspiller siden 2005.
Høegh Persson har deltaget for Danmark, ved alle verdensmesterskaber i ishockey siden hendes slutrundedebut ved VM 2011 i Caen, Frankrig. Hun var med til at sikrer det danske landshold oprykning til A-rækken ved VM 2019 i Budapest, hvor man blev nummer 3 i gruppe A. Høegh Persson scorede det første mål for Danmark, ved VM 2019 i Calgary, Canada.